# Benjamin Shwartz
Benjamin Shwartz (* 1979 in Los Angeles) ist ein US-amerikanischer Dirigent.

## Leben
Benjamin Shwartz, geboren in Los Angeles, wuchs in den Vereinigten Staaten und in Israel auf. Er absolvierte am Curtis Institute of Music in Philadelphia ein Studium als Dirigent. Außerdem studierte er Komposition bei James Primosch (* 1956) an der Universität von Pennsylvania sowie Komposition bei Karl Heinz Stockhausen und am IRCAM im Centre Pompidou in Paris.
Seine Karriere als Dirigent begann er als Assistant Conductor des San Francisco Symphony unter Michael Tilson Thomas, als Assistent Conductor des Delaware Symphony Orchestra in Wilmington, Delaware und des Reading Symphony Orchestra in Pennsylvania.
Von 2005 bis 2009 war er Leiter des San Francisco Symphony Youth Orchestra.
2008 gründete er zusammen mit dem  DJ und Komponisten elektronischer Tanzmusik Mason Bates (* 1977) und der Designerin Anne Patterson das Projekt Mercury Soul, mit dem die Initiatoren vor allem auch junge Zuhörer für die klassische Musik gewinnen wollen. Die aufwendig inszenierten Bühnenshows mit Elementen klassischer und elektronischer Musik finden an Spielorten außerhalb der üblichen Klassikszene statt, wie z. B. die Premiere im Mezzanine Club in San Francisco.
Shwartz war u. a. Gastdirigent der Sinfonieorchester Los Angeles und Stockholm, des BBC Scottish Symphony Orchestra, des Royal Scottish National Orchestra, sowie der Sinfonieorchester von Tokio, Göteborg, Lille und Lissabon. Von 2013 bis 2016 war er Chefdirigent der Breslauer Philharmoniker. 
In September 2019 wurde er Erster Gastdirigent der Duisburger Philharmoniker. 
Seit der Spielzeit 2022/23 ist er Chefdirigent der Rheinischen Philharmonie in Koblenz. Sein Vertrag mit der Rheinischen Philharmonie läuft mit Ende der Spielzeit 2024/2025 aus.

## Preise und Auszeichnungen
- 2007: Gustav Mahler Conducting Competition (Bamberger Sinfoniker)

## Diskografie (Auswahl)
- 2016: Paweł Mykietyn: Orchestral Works. Marcin Zdunik (Cello), NFM Wroclaw Philharmonic Orchestra, Benjamin Shwartz und Bassem Akiki; CD Accord
- 2017: Paweł Mykietyn: Symphony Nr. 2. Concerto for Flute and Orchestra. Lukasz Dlugosz, Flöte und das NFM Wroclaw Symphony Orchestra
- 2017: Paweł Mykietyn: Cellokonzert Nr. 2. Marcin Zdunik (Cello), NFM Wroclaw Philharmonic Orchestra;  CD Accord
- 2018: Wolfgang Amadeus Mozart: Complete Music for Flute and Orchestra. Rune Most (Flöte), Odense Symphony Orchestra; Bridge Records
- 2018: Albert Schnelzer: Tales from Suburbia. Claes Gunnarson (Cello) und die Göteborger Symphoniker; BIS
- 2019: Poul Ruders: The Thirteenth Child. Oper in 2 Akten. Libretto Becky und David Starobin; Bridge Records
- 2019: Vasco Mendonça: Step Right Up, Orquestra Gulbenkian; Naxos